# Tak (geslacht)
Tak (ook: Dumon Tak en Tak van Poortvliet) is een Nederlandse familie die vele bestuurders voortbracht.

## Geschiedenis
De stamreeks begint met Geerit Peetersz. Tack, die gegoed was onder Etten (Noord-Brabant) en voor 11 februari 1603 overleed. Zijn kleinzoon Cornelis (1618-1692/1693) was schepen en burgemeester van Etten, en daarmee de eerste bestuurder van het geslacht.
De genealogie van de familie werd in 1911 opgenomen in het Nederland's Patriciaat; heropnames volgden in 1927 en 1958.

## Enkele telgen
- Cornelis Tack (1618-1692/1693), schepen en burgemeester van Etten
  - Anthony Tack (1656-1733), lakenkoper, ouderling en schepen van Etten
    - Pieter Tak (1696-1753), bierbrouwer
      - Servaas Tak (1727-1807), schoolmeester, koster, voorzanger, schepen, hoofdman en koopman te Eede
        - Maria Tak (1766-1844); trouwde in 1803 met ds. Frederik van Ruijven (1761-1823), predikant
        - Pieter Roetert Tak, heer van Poortvliet (1768-1857), poorter van Middelburg 1793, koopman
          - Dina Frederika Tak (1819-1899); trouwde in 1850 met François Ermerins (1823-1889), wethouder van Middelburg
          - Servaas Tak (1801-1883), landoeconoom en lakenkoper
            - Pieter Roetert Tak (1841-1888), landoeconoom
              - Jan Roeland Tak (1870-1953), landoeconoom, lid gemeenteraad van Serooskerke (Walcheren)

          - ds. Adriaan Tak, heer van Poortvliet (1805-1873), predikant, stamvader van de tak Tak van Poortvliet
            - mr. Johannes Pieter Roetert Tak van Poortvliet, heer van Poortvliet (1839-1904), minister
              - Joanna Maria Tak van Poortvliet (1871-1936), publiciste en kunstverzamelaarster, naamgeefster van het Marie Tak van Poortvliet Museum
              - mr. Adriaan Tak van Poortvliet, heer van Poortvliet (1872-1941)
                - Eveline Victoria Tak van Poortvliet, vrouwe van Poortvliet (1907-1978)

          - Elias Tak (1812-1846), lakenkoper
            - mr. Pieter Roetert Tak 1838-1899), kantonrechter en lid gemeenteraad van Kampen
              - Elise Johanna Christina Tak (1871-); trouwde in 1896 met Pieter Cornelis Labrijn (1870-1940), lid gemeenteraad laatstelijk te Goes

            - Maria Elisabeth Tak (1845-1911); trouwde in 1871 met Kerst Elias Borger (1840-1905), burgemeester laatstelijk van Meppel, lid provinciale staten van Drenthe

        - Anthony Martinus Tak (1770-1843), secretaris van Domburg, rentmeester
          - Pieter Dumon Tak (1802-1868), rentmeester
            - Johannes Adriaan Tak (1836-1897), oprichter en lid firma J. A. Tak & Cie, lid gemeenteraad en lid Kamer van Koophandel en Fabrieken te Middelburg
              - Pieter Dumon Tak (1867-1943) (naamstoevoeging bij K.B. d.d. 15 nov. 1869, nr 10), lid gemeenteraad, wethouder en burgemeester van Middelburg, stamvader van de tak Dumon Tak
              - Wilhelmina Hermana Elisabeth Alexandrina Tak (1869-1928); trouwde in 1891 met mr. Abraham van der Elst (1865-1938), lid gemeenteraad van Leiden

            - Anthony Martinus Tak (1838-1913), gemeentesecretaris van Serooskerke, notaris te Middelburg, rentmeester
            - Charlotte Louise Tak (1840-1915); trouwde in 1864 met Jan Willem Marius Roodenburg (1841-1900), graanhandelaar en lid gemeenteraad van Dordrecht
            - Pieter Lodewijk Tak (1848-1907), journalist en politicus

Geslachten die opgenomen zijn in het sinds 1910 verschijnende genealogische naslagwerk Nederland's Patriciaat. Lijst volgens opgave van het CBG Centrum voor familiegeschiedenis.
A · B · C · D · E · F · G · H · I · J · K · L · M · N · O · P · Q · R · S · T · U · V · W · Y · Z